# Antoine Ponchard (sångare)

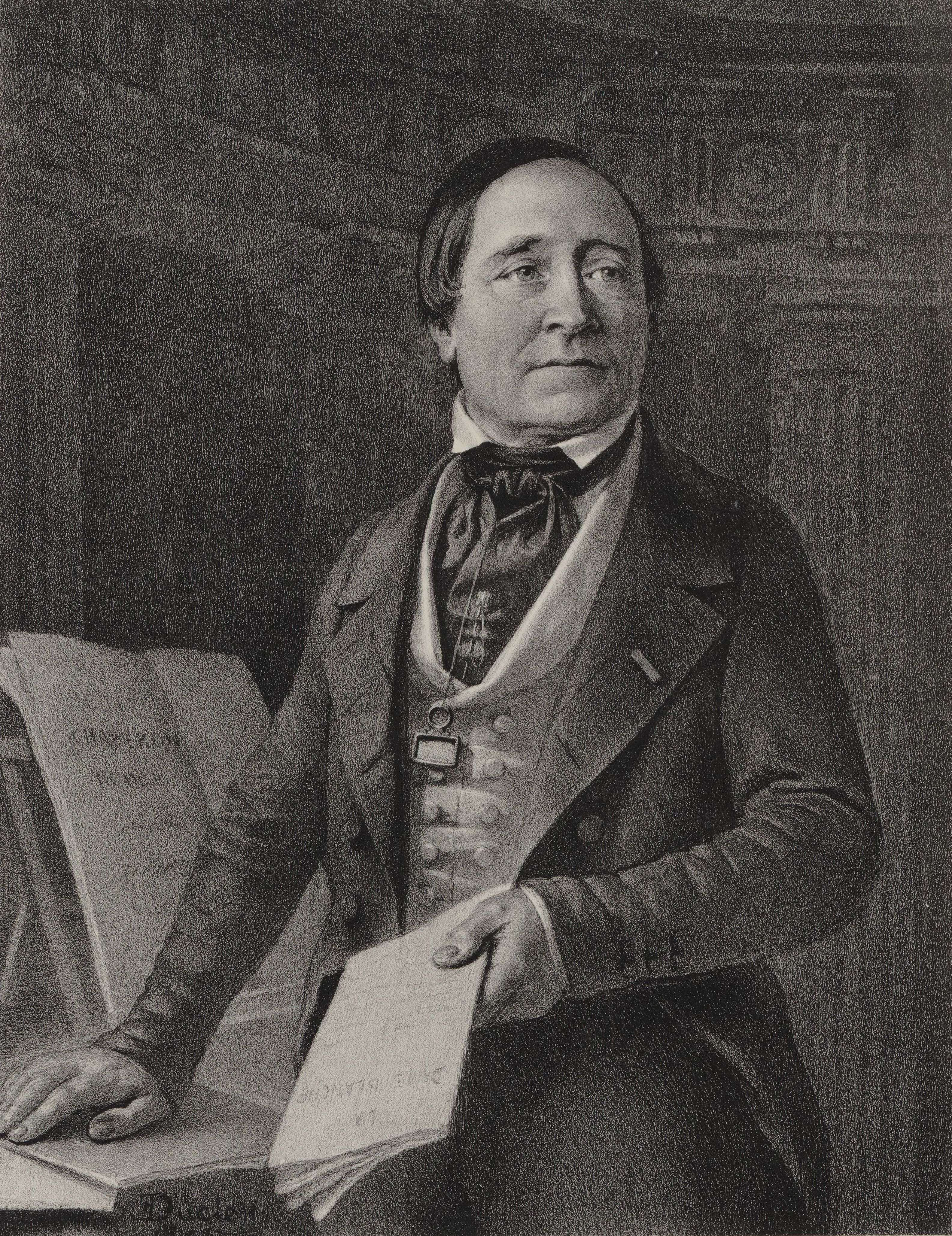
Antoine Ponchard.

Louis-Antoine-Eléonor Ponchard, född den 31 augusti 1787 i Paris, död där den 6 januari 1866, var en fransk tenorsångare. Han var son till tonsättaren Antoine Ponchard och far till sångaren Charles Marie August Ponchard.
Ponchard debuterade på komiska operan och tillhörde under 25 år denna scen. År 1819 erhöll han professorsbefattningen i sång vid konservatoriet i Paris. Ponchards maka, Marie Sophie Callault (1792–1873), var även en värderad medlem av komiska operan.